# Thérèse (opera)
Thérèse er en opera i to akter af Jules Massenet til en fransk libretto af Jules Claretie. Den blev uropført på Opéra i Monte Carlo den 7. februar 1907 med Lucy Arbell i titelrollen.
Den foregår under den franske revolution og handler om Thérèse, der er splittet mellem pligt og kærlighed, mellem sin mand André Thorel, en girondiner, og sin elsker, adelsmanden Armand de Clerval. Selv om hun havde besluttet at følge sin elsker i eksil, råber hun "Vive le roi!" da hendes mand bliver ført til skafottet og bliver slæbt til guillotinen og henrettet sammen med ham.
Thérèse hører til Massenets senere værker. Det er opført og indspillet i nyere tid fx i 1973 med Huguette Tourangeau i titelrollen under ledelse af Massenet-specialisten Richard Bonynge.

## Roller
| Rolle        | Stemmetype  | Originalbesætning,< br>7. februar 1907 (Dirigent: Léon Jehin) |
| ------------ | ----------- | ------------------------------------------------------------- |
| Thérèse      | Mezzosopran | Lucy Arbell                                                   |
| Armand       | Tenor       | Edmond Clément                                                |
| Morel        | Baryton     | Hector Dufranne                                               |
| André Thorel | Bas         | Paolo Ananian                                                 |
| Embedsmand   | Baryton     | Victor Chalmin                                                |
| Officer      | Tenor       | Gluck                                                         |

## Udvalgte arier
- "Jour de juin, jour d'été" – Thérèse i anden akt

## Eksterne links
- Thérèse, "Bob's Universe" Arkiveret 24. juli 2011 hos  Wayback Machine